# Partido satélite
Un partido satélite, es un partido político que es parte de una coalición electoral, que sin ser la parte dominante de la coalición constituye un elemento que facilita la legitimación del partido en el poder. Tradicionalmente, el término se utiliza para referir a los partidos políticos no gobernantes pero legales en un Estado unipartidista. En estos sistemas los partidos actúan como auxiliares y miembros de una coalición gobernante; siendo rara vez, o nunca, partidos de oposición o fuentes alternativas de poder.Esta categoría no es exclusiva de regímenes totalitarios, sino que también se puede hallar en regímenes autoritarios o en regímenes de partido hegemónico. En ellos se pueden tener múltiples partidos políticos nominalmente independientes para dar la apariencia de pluralismo político, pero que apoyan o actúan en cooperación de facto con el gobierno o el partido gobernante.

## Trasfondo
El concepto encuentra sus raíces en la idea de un Frente Popular. En ella, los partidos políticos marxistas, no marxistas, así como otras organizaciones pertenecerían a una organización coordinadora que organizara sus esfuerzos. Tras el final de la Segunda Guerra Mundial, se celebraron elecciones en zonas que ya estaban bajo influencia soviética y que se convertirían en miembros del Bloque del Este, lo que, si bien daba a los votantes opción distintas de partidos políticos, era visto por analistas occidentales como un paso hacia un régimen totalitario liderado por un solo partido.
Esto significaba que los partidos satélite podían conservar su orientación no marxista, aún si en la práctica permanecían subordinados al Partido gobernante. Debido a que se requería que todos los partidos legales aceptaran el liderazgo del partido gobernante, las elecciones no eran competitivas pues la composición de las legislaturas era generalmente determinadas con anterioridad.

## Ejemplos de partidos satélites

### México
En México, durante el mandato del Partido Revolucionario Institucional (PRI) (1929-2000), los partidos satélites ayudaban a mantener la imagen de pluralismo electoral. Estos incluían al Partido Auténtico de la Revolución Mexicana y al Partido Popular Socialista. Hasta la alternancia democrática, ambos partidos satélites apoyaron plenamente al gobierno y co-nominaron a los candidatos del PRI a la Presidencia de México hasta 1988.
Después de la transición democrática se comenzó a considerar como partidos satélite a todo partidos que, sin tener el objetivo final de alcanzar el poder, acompañaban alianzas de los partidos mayoritarios. Esto, con el interés de mantener su registro, sus prerrogativas o cuotas mínimas de capacidad legislativa. Dentro de esta categoría se consideran al Partido del Trabajo (PT), al Partido Verde Ecologista de México y al Partido Nueva Alianza.